# Flugunfall einer Convair CV-240 bei Daytona Beach 1980
Der Flugunfall einer Convair CV-240 bei Daytona Beach 1980 ereignete sich am 24. Mai 1980. An diesem Tag kam es an einer privat zugelassenen Convair CV-240, mit der ein Überführungsflug von Daytona Beach nach Santo Domingo durchgeführt werden sollte, unmittelbar nach dem Start zu einem Triebwerksbrand. Die Maschine geriet daraufhin außer Kontrolle und stürzte zu Boden, wobei alle drei Insassen starben.

## Maschine
Bei der betroffenen Maschine handelte es sich um eine 1948 gebaute Convair CV-240 mit der Modellseriennummer 115. Die Maschine wurde am 17. November 1948 an American Airlines ausgeliefert und erhielt in diesem Zuge das Luftfahrzeugkennzeichen N94254 und den Taufnamen Flagship Roanoke. Am 10. März übernahm die Dundel Corporation die Maschine und verleaste sie vom 15. Februar 1959 bis zum 16. Oktober 1959 an Continental Air Lines. Im Oktober 1959 wurde die Maschine an die National Flying Farmers Association verleast. Am 25. März 1960 übernahm diese die Maschine mit dem neuen Kennzeichen N240FA. Am 4. August 1960 übernahm die H. J. Heinz Company die Maschine, zum 23. August 1960
ließ sie diese mit dem neuen Luftfahrzeugkennzeichen N357H wieder zu. Zum 24. Juni 1970 wurde die Maschine abermals umregistriert und erhielt diesmal das Kennzeichen N367H. Zum 1. Juli 1970 ging die Maschine an die Continental Aviation Company, ab November 1971 gehörte sie Executive Leasing Services an und wurde mit dem neuen Kennzeichen N300BP zugelassen. Ab dem 3. April 1973 gehörte die Maschine zur Flotte der Central Iowa Airlines, zum 18. April 1973 erhielt sie das neue Kennzeichen N300GR. Zu einem späteren Zeitpunkt wurde die Maschine dann auf Charles Clay zugelassen, in dessen Besitz sie sich auch zum Unfallzeitpunkt befand. Das zweimotorige Kurzstreckenflugzeug war mit zwei Sternmotoren des Typs Pratt & Whitney R-2800 Double Wasp ausgerüstet. 

## Insassen
Zum Zeitpunkt des Unfalls befanden sich drei Insassen an Bord der Maschine. Der 39-jährige Flugkapitän verfügte über 7.300 Stunden Flugerfahrung, wovon er 25 Flugstunden mit der Convair CV-240 absolviert hate.

## Unfallhergang
Während des Startlaufs vom Daytona Beach-Spruce Creek Airport geriet das rechte Triebwerk in Brand und explodierte. Anstatt den Start abzubrechen, setzten die Piloten den Startlauf fort. Während des Anfangssteigflugs flog der Kapitän erst eine Linkskurve, dann eine steile Rechtskurve. Im nächsten Augenblick entschied er dann, eine Notlandung zu versuchen. Die Maschine sank, schlug in einem Feld auf und geriet in Brand. Die Convair wurde völlig zerstört, alle drei Insassen wurden getötet.

## Ursache
Das National Transportation Safety Board (NTSB) führte die Unfalluntersuchung durch. Die Ermittler stellten dabei fest, dass das Höchstabfluggewicht der Maschine beim Start um 7.353 Pfund überschritten gewesen war. Die Convair war also bei einer zulässigen Startmasse von 19 Tonnen um 3.335 kg überladen. Dies sei den Piloten ebenso bekannt gewesen wie der Umstand, dass die Ölleitungen der Maschine seit mindestens 15 Jahren nicht mehr erneuert oder überholt worden waren. Als weitere Unfallursachen gab das NTSB eine schlechte Vorbereitung des Fluges, eine unangemessene Beladung der Maschine, den Triebwerksbrand und die Landung außerhalb eines Flugplatzes an sowie den Umstand, dass der Kapitän es versäumt hätte, den Start abzubrechen.